# アレクサンダー・スラヴィク
アレクサンダー・スラヴィク（Alexander Slawik、1900年12月27日 - 1997年4月19日）は、オーストリアの民族学者、東洋学者、日本学者。

## 経歴
オーストリア＝ハンガリー帝国軍人の家系の長男として、ブドワイス（現チェコ領）に生まれた。父が研究した日露戦争関係の文献を通じて、日本や日本人に対する興味を持つようになり、12歳頃から独力で日本語を学び始める。第一次世界大戦中には下オーストリア州クレムス市の高等学校に通いながら、古事記の原文を読み、日本語とアルタイ語の比較を試みるほどになる。1918年、オーストリアが敗戦するとともに、父は田舎町の駐屯軍司令官へと左遷される。アレクサンダーは大学進学をあきらめさせられ、機械工の見習をしつつウィーンの商業専門学校に通うこととなる。
1924年から1931年までシーメンスの子会社でサラリーマンとして生計を立てながら、ウィーン大学に入学するも日本語講座はなかったため、A・フォン・ロストホルン教授の指導の下で中国研究を進める。1920年代、ウィーンに留学した上原専禄、斎藤茂吉や岡正雄と知り合う。中でも、岡とは日本民族の起源や日本文化の源流を探求する同志として親交を深めた。1938年、三井高陽男爵の支援のもと、ウィーン大学民族学研究所に所属する研究機関として設置された日本研究所（Japaninstitut)の助手となる。同年、ナチスに入党。翌1939年、オーストリアがドイツに併合された際、研究所はベルリンに移されそうになるが、岡や三井、そしてスラヴィクの尽力により、ウィーン大学東洋文化研究所附属として存続が許された。しかし、独ソ開戦によりスラヴィクはドイツ陸軍に通訳として召集され、ベルリンで敗戦をむかえる。
戦後は数年の放浪生活を経て、恩師のコッパースの助力によって民俗学研究所内で日本研究を行う。同研究所副手・助手・講師を経て、1953年にアイヌ文化に関する論文を提出し教授資格を得て。ウィーン大学講師に就任。
1952年、岡正雄や石田英一郎と再開が実現し、日本の学会との繋がりが復活したことで、民族学研究所に日本学科（Japan-Abteilung）を設立することに成功する。1957年にユネスコの招待で初来日を果たす。ウィーン帰国後は員外教授となる。
1965年、民俗学研究所日本学科は日本文化研究所として独立し、スラヴィクは正教授として所長に就任。1971年定年退職。

## 指導を受けた学生
日本からも大林太良・住谷一彦・安斎伸・白鳥芳郎が留学し、日本語講師としてウィーンに滞在した松野義明とともにスラヴィクの日本研究に加わった。他にスラヴィクの生徒としては金子えりか、ヘルベルト・メリハール（ウィーン国立科学博物館）、ゼップ・リンハルト（ウィーン大学）、エーリッヒ・パウアー（マールブルク大学）、ペーター・パンツァー（ボン大学）、エーリッヒ・ホルボウスキー、ヨーゼフ・クライナーなどが数えられる。

## 受賞・栄典
- 1966年 - 瑞宝章を受章[1]。授賞式の日程を離脱して、福岡周辺の遺跡を調査するという「問題」を起こした逸話が残る[1]。